# شرح نهج‌البلاغه ابن ابی الحدید
شرح نهج‌البلاغهٔ ابن ابی‌الحدید کتابی است به زبان عربی که توسط ابن ابی‌الحدید معتزلی (۶۵۶–۵۸۶ ه‍.ق) در شرح نهج‌البلاغه نگاشته شده‌است.

## تاریخ تالیف و سبک مباحث
تاریخ تألیف کتاب بین اول رجب ۶۴۴ و پایان صفر ۶۴۹ ه‍.ق بوده‌است. ابن ابی‌الحدید هم بر ادبیات عرب و هم بر تاریخ اسلام مسلط بوده‌است و شرح وی از حیث بیان زیبایی‌های ادبیِ نهج‌البلاغه و ذکر مسائل تاریخی از اهمیت ویژه‌ای برخوردار است. محتمل است که او اولین شارح غیرشیعه نهج‌البلاغه باشد.

## ارزش اثر
با چشم‌پوشی از اختلافات عقیدتی، این اثر حاوی گزارش‌های مفصل تاریخی است. ابن ابی‌الحدید در تدوین این گزارش‌ها از منابعی چون کتاب الاغانی ابوالفرج اصفهانی، سیرهٔ ابن هشام و تاریخ طبری بهره جسته‌است و نیز از برخی منابع نادر استفاده کرده که امروزه از میان رفته یا در دسترس قرار ندارند.

## نقد و بررسی
چندین اثر توسط علمای شیعه در نقد و بررسی این کتاب نگاشته‌اند، نظیر 
- الروح فی نقض ما أبرمه ابن ابی‌الحدید» اثر احمد بن طاووس (متوفی ۶۷۳ ه‍.ق)،
- سلاسل الحدید لتقیید ابن ابی‌الحدید اثر شیخ یوسف بحرانی (متوفی ۱۱۸۶ ه‍.ق)،
- سلاسل الحدید فی رد ابن ابی‌الحدید اثر مصطفی بن محمدامین (متوفی ۱۳۳۱ ه‍.ق)،
- الرد علی ابن ابی‌الحدید اثر علی بن حسن بلادی بحرانی (متوفی ۱۳۴۰ ه‍.ق)،
- الشهاب العتید علی شرح ابن ابی‌الحدید نگاشتهٔ شیخ عبدالنبی عراقی
- الرد علی ابن ابی‌الحدید اثر شیخ طالب حیدر
- مع الحدیدی فی شرحه، اثر علی خادمی از وعاظ ایرانی معاصر.[۱]

## ترجمه به فارسی
از این کتاب چند ترجمه به زبان فارسی وجود دارد، نظیر ترجمهٔ کامل و یک دست غلامرضا لایقی که توسط نشر نیستان چاپ شده، ترجمه شمس‌الدین محمد بن مراد در دورهٔ صفوی، ترجمهٔ نصرالله تراب بن فتح‌الله دزفولی و ترجمهٔ محمود مهدوی دامغانی.